# Calcicola parvifolia
Calcicola parvifolia là một loài thực vật có hoa trong họ Malpighiaceae. Loài này được (A.Juss.) W.R.Anderson & C.Davis mô tả khoa học đầu tiên năm 2007.